# 가이어스 찰스
가이어스 찰스(영어: Gaius Charles, 1976년 5월 2일 ~ )는 미국의 배우이다. 시트콤 《프라이데이 나이트 라이츠》의 스매시 윌리엄스 역과 《그레이 아나토미》의 셰인 로스 박사 역, DC 애니메이션 《배트맨: 배드 블러드》의 배트윙 역 성우로 알려져 있다.

## 출연작 목록

### 영화
- 메신저(2009)
- 솔트(2010)
- 배트맨: 배드 블러드(2015) - 루크 폭스 / 배트윙

### 텔레비전 드라마
| 연도    | 제목                     | 원제                  | 배역                          | 비고                          |
| ------- | ------------------------ | --------------------- | ----------------------------- | ----------------------------- |
| 2006-08 | 프라이데이 나이트 라이츠 | Friday Night Lights   | 브라이언 "스매시" 윌리엄스    | 주역                          |
| 2012    | NCIS                     | NCIS                  | 제이슨 킹 볼티모어 시경 형사  | "Rekindled" 에피소드 출연     |
| 2012    | 네세서리 러프니스        | Necessary Roughness   | 데이먼 레이저 / 브라이언 애벗 | "Wide Deceiver" 에피소드 출연 |
| 2012-14 | 그레이 아나토미          | Grey's Anatomy        | 셰인 로스 박사                | 주역                          |
| 2016    | 에이전트 오브 쉴드       | Agents of S.H.I.E.L.D | 루번 매켄지                   | "Watchdogs" 에피소드 출연     |